# Synchronizacja zegarów
Synchronizacja zegarów – sposób synchronizacji zegarów w różnych układach odniesienia poprzez wymianę sygnałów.
Synchronizacja zegarów stanowi fundamentalny punkt szczególnej teorii względności. Każdy punkt w czasoprzestrzeni jest teoretycznie wyposażony w wirtualny zegar i pozostaje tylko zsynchronizować je, aby otrzymać informację o kolejności zdarzeń. W tym celu wysyłamy sygnał świetlny do punktu zaopatrzonego w zegar i czekamy na jego natychmiastową odpowiedź również w postaci impulsu świetlnego. W momencie jego powrotu znamy opóźnienie zegara, który synchronizowaliśmy, co wystarcza nam do określenia pojęcia następstwa i jednoczesności zdarzeń. Należy podkreślić, że synchronizujemy zegary tylko w obrębie tego samego układu inercjalnego.

## Współczynnik Reichenbacha
Już Einstein w swojej pracy O elektrodynamice ciał w ruchu zauważył, że warunek, aby sygnał świetlny biegł w obie strony z tą samą prędkością, nie jest konieczny. W rzeczywistości możemy jedynie obserwować prędkość światła na drodze zamkniętej, gdzie {\displaystyle v=2AB/t.}
Możemy uporządkować opis tych synchronizacji wprowadzając współczynnik Reichenbacha
{\displaystyle \epsilon ({\vec {n}},{\vec {u_{E}}})={\frac {1}{2}}\left(1+b{\vec {u_{E}}}{\vec {n}}\right).}
Wtedy prędkość światła wyrazi się wzorem
{\displaystyle {\vec {c}}={\vec {n}}\left(1+b{\vec {u_{E}}}{\vec {n}}\right)^{-1}.}
W powyższych wzorach wprowadziliśmy czteroprędkość {\displaystyle u_{E}.} Jest to czteroprędkość pewnego wyróżnionego względem nas układu odniesienia tak zwanego układu preferowanego. Wektor {\displaystyle {\vec {n}}} jest jednostkowym wektorem kierunkowym wskazującym na synchronizowany zegar.
Twierdzenie o konwencji synchronizacji mówi, że wybór współczynnika Reichenbacha jest arbitralny, w połączeniu z warunkiem na stałość prędkości światła na drodze zamkniętej.
Z tego względu możemy mówić przynajmniej o dwóch rodzajach synchronizacji.
Funkcja {\displaystyle b(u_{E}^{0})} pozwala w STW na wybór właściwej synchronizacji.
- Synchronizacja standardowa nazywana także synchronizacją Einsteina-Poincaré, gdzie prędkość światła w obu kierunkach jest taka sama. W tym przypadku {\displaystyle b=0,} więc

{\displaystyle {\vec {c}}={\vec {n}},\epsilon ={\frac {1}{2}}}
i otrzymujemy standardową postać transformacji Lorentza.
- Synchronizacja absolutna nazywana także synchronizacją Changa-Tangherliniego, gdzie prędkość światła zależy od kierunku.

Żądamy w tym przypadku, aby składowe czasowo-przestrzenne macierzy transformacji Lorentza spełniały warunek
{\displaystyle D(\Lambda ,u_{E})_{k}^{0}=0,}
wtedy otrzymujemy
{\displaystyle b(u_{E}^{0})=-{\frac {1}{u_{E}^{0}}}.}
Współczynnik Reichenbacha wynosi wtedy
{\displaystyle \epsilon ({\vec {n}},{\vec {u_{E}}})={\frac {1}{2}}\left(1-{\frac {{\vec {u_{E}}}{\vec {n}}}{u_{E}^{0}}}\right).}
Natomiast prędkość światła
{\displaystyle {\vec {c}}={\vec {n}}\left(1-{\frac {{\vec {u_{E}}}{\vec {n}}}{u_{E}^{0}}}\right)^{-1}.}